# Antoine Péronne
Antoine Péronne (Parigi, 9 aprile 1914 – Friedrichshafen, 18 giugno 1946) è stato un militare e aviatore francese, particolarmente distintosi nel corso della seconda guerra mondiale. Decorato con la Croce di Cavaliere della Legion d'onore, l'Ordre de la Libération e la Croix de guerre 1939-1945.

## Biografia
Nacque il 9 aprile 1914 nel XVIII arrondissement di Parigi, figlio di un notaio. Si arruolò nell'Armée de l'air nel settembre 1935, entrando nella nuova École de l'Air con la promozione "Guynemer". Dopo aver ottenuto il brevetto di pilota nel 1936, fu assegnato alla 51 Escadre aérienne di Tours con il grado di sottotenente. Fu poi distaccato come istruttore alla École de l'Air. Allo scoppio della seconda guerra mondiale, si trovava in Tunisia, presso la 574e Escadrille régionale de chasse.
Assegnato ad Orano, presso la 9e Escadre, fu promosso tenente nell'ottobre 1939 prima di essere inviato in Libano a Rayak nelle fila della 1re Escadrille del Groupe de chasse 1/7. Il 23 giugno 1940, fu messo a disposizione della Royal Air Force e trasferito a Ismailia in Egitto, alla testa di una pattuglia di tre aerei pilotati da lui stesso, dal maresciallo André Ballatore e dal maresciallo capo Christian Coudray. Dopo la firma dell'armistizio del 22 giugno 1940, i tre uomini rifiutarono di tornare alla loro base francese, e si arruolarono nella Royal Air Force. Lui e i suoi due compagni furono quindi assegnati alla No.2 French Fighter Flight,  quando fu creata l'8 luglio 1940. Nell'agosto successivo tale unità fu assegnata allo No.274 RAF Squadron.
Nel maggio 1941 entrò nelle Forces aériennes françaises libres, partecipando alla guerra nel deserto fino al 15 giugno 1941 quando il suo aereo fu abbattuto nei pressi di Tobruk, in Libia. Fatto prigioniero di guerra fu trasferito in Germania e rinchiuso nell'Oflag VII-C/Z a Tittmoning. Dopo quattro anni di prigionia, fu liberato dia britannici il 2 maggio 1945. Alla fine della guerra, aveva al suo attivo una vittoria aerea e oltre 1.200 ore di volo. Rimpatriato in Francia, fu promosso capitano nel mese di giugno. Fu poi assegnato al Groupe de chasse Île-de-France nel novembre 1945 come secondo in comando prima di essere nominato comandante del Groupe de chasse Alsace nell'aprile 1946. Assegnato alle truppe di occupazione francesi in Germania, morì in un incidente aereo a Friedrichshafen, durante una missione di collegamento, il 18 giugno 1946. Il suo corpo fu poi tumulato a Parigi, nel cimitero di Père-Lachaise.